# 肯辛頓 (英國國會選區)
肯辛頓（英語：Kensington），英國國會一自治市選區，包括英格蘭大倫敦肯辛頓-切爾西北部和中部。1974年第一次設立，1997年被撤。2010年恢復。
自選區創設以來本區一直支持保守黨。2010年大選中聶偉敬以50.1%選票勝出該區。2017年大選，工黨首次奪得本區：愛瑪‧登特‧柯德以42.2%得票率、20票之微擊敗了保守黨的候選人（四大政黨候選人皆為女性）。